# Foncalada
La fuente de Foncalada es una fuente de agua potable, considerada tradicionalmente por la historiografía construida por órdenes del rey asturiano Alfonso III en la ciudad de Oviedo y situada en la calle de su mismo nombre. Deriva del latín fonte incalata. Dentro del arte prerrománico en Asturias es el único ejemplo de su clase conservado hasta nuestros días, además del único vestigio o resto de construcción con fin de utilidad pública de la Alta Edad Media dentro de la ciudad. Está considerado el monumento civil en uso continuado más antiguo de España.

## Historia

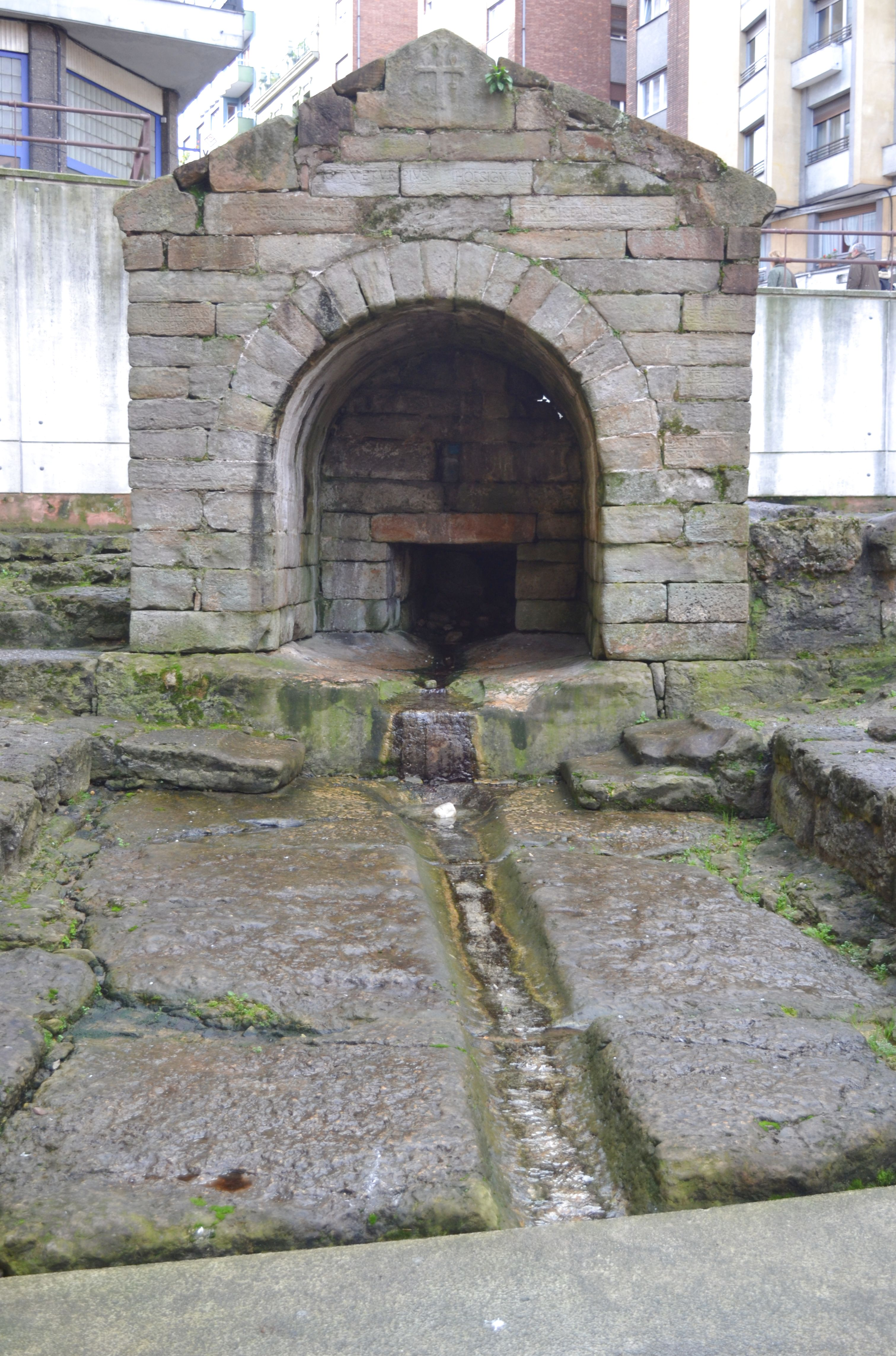
Fuente de la Foncalada.

Su construcción está basada en las obras civiles romanas y según una investigación realizada por Francisco Borge, asociada recientemente a la aparición de restos romanos en la calle de la Rúa, fue construida al lado de la calzada romana que unía el norte y el sur de la región y que también pasaba por delante de la iglesia de San Julián de los Prados, según el estudio de sus inscripciones se cree que su construcción data de la primera mitad del siglo IX atribuyéndose al rey Alfonso II. 
Su primera aparición documental data de finales del siglo XI. Su nombre proviene de una inscripción que se encuentra en ella fontem calatam, se puede traducir por fuente invocada. Según los recientes trabajos arqueológicos, llevados a cabo por Sergio Ríos y César García de Castro, han demostrado que se trató de un edificio monumental destinado a baños, dotado además de una importante carga simbólica religiosa, en relación con la identificación de las aguas, potencialmente curativas, con Jesucristo, invocado como “Salvs” en las inscripciones que cubren completamente el frente del monumento. Dentro de las inscripciones en el vértice del frontón se puede ver la Cruz de la Victoria, característica de Alfonso III, con el Alpha y Omega apocalípticas. 
Debajo de la cruz, aparecen dos inscripciones (imagen inferior) cuyas traducciones son las siguientes:
- (HOC SIGN) O TVETVR PIVS, HOC SIGNO VI (NCITVRV, INIMICVS)

Este signo protege al piadoso. Este signo vence al enemigo
- (SIGNVM SALVTIS PO) NE DOMINE IN FONTE (ISTA VT NON PERMITAS) INTROIRE ANGELVM PERCV (TIENTEM)

Señor, pon el signo de la salvación en esta fuente para que no permitas entrar al ángel golpeador
```
El texto responde a la fórmula usual empleada por el monarca Alfonso III y grabada en sus construcciones edilicias: palacio, castillo-fortaleza, etc., 
cuyas inscripciones se conservan, en la actualidad, con cierta profusión. 
```

```
Existen otros restos de inscripciones pero su grado de deterioro es tan avanzado que dificulta su lectura e interpretación.
```

## Construcción

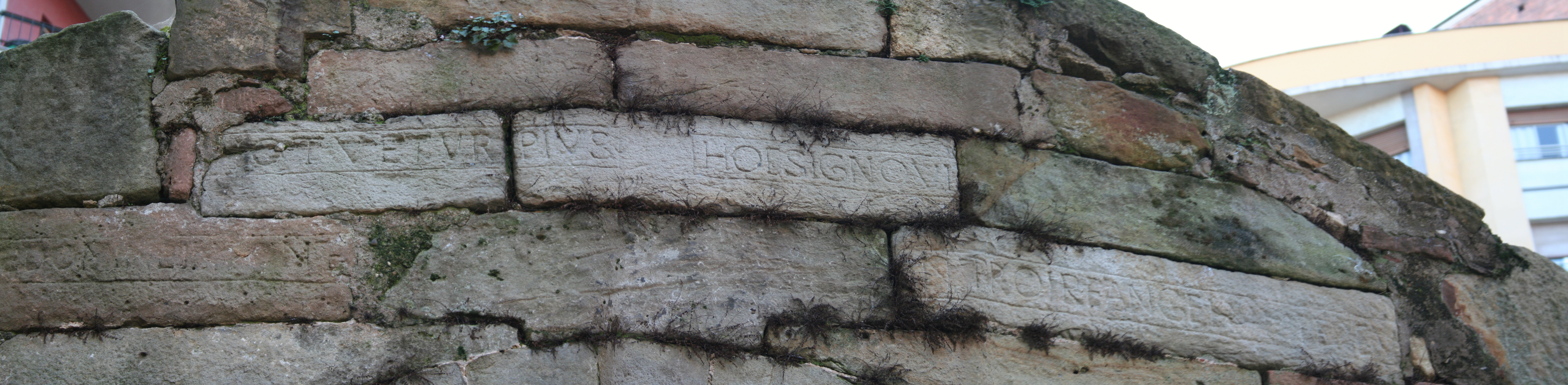
Inscripción.

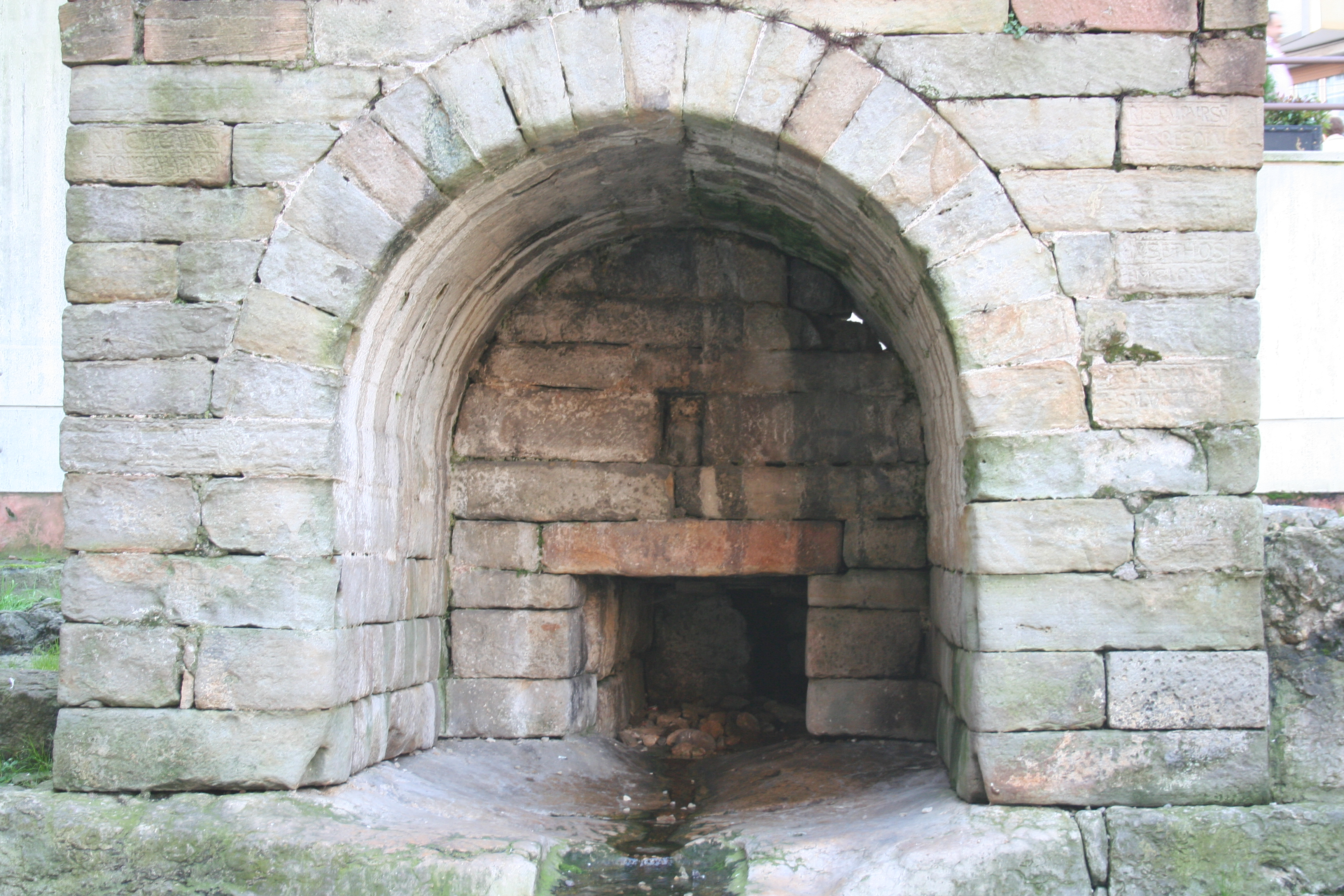
Interior de la fuente de Foncalada.

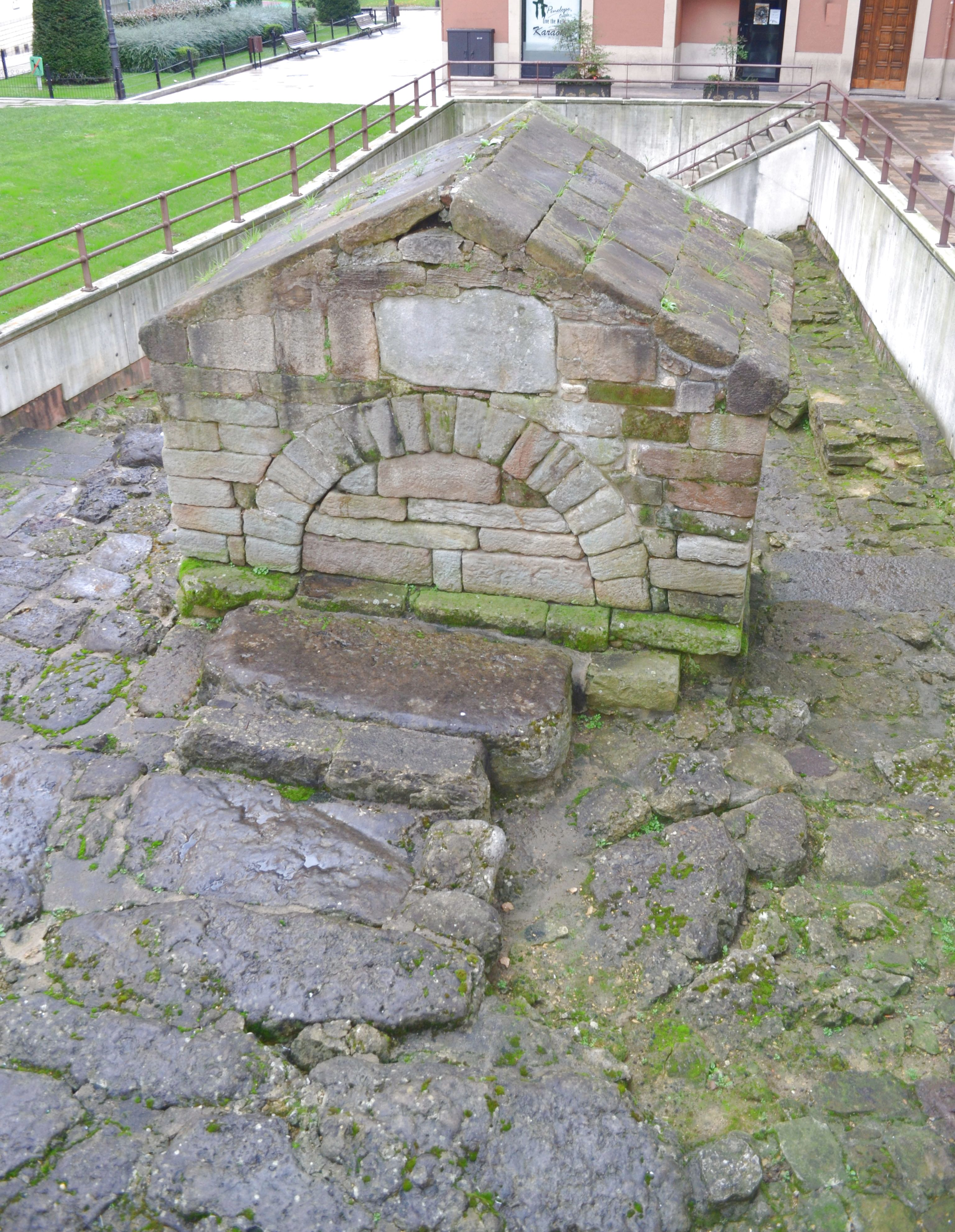
Fuente de Foncalda. Vista Trasera.

Arquitectónicamente la fuente es de planta rectangular de aproximadamente 4 metros de ancho con cubierta a dos aguas, tiene de templete, con un vano central a modo de puerta, un arco de medio punto con perfectas dovelas enmarca la misma. Este espacio con bóveda de cañón aloja la fuente por la que fluía el manantial. Todo ello construido en piedra de sillería con un el frontón triangular. El canal de alimentación está formado por una gran caja de bloques calizos. La última intervención arqueológica permitió poner al descubierto el primitivo canal de drenaje y encontrar, además, una parte de la cumbrera ornamentada original y un sillar con la inscripción TIENTEM, que faltaba en el mencionado texto inscrito en uno de sus frontales y que pertenecía a la palabra PERCVTIENTEM.
Restaurada en los años 90, fue declarada Patrimonio de la Humanidad por la Unesco en 1998 como parte de la denominación Monumentos de Oviedo y del Reino de Asturias.

## Galería de imágenes

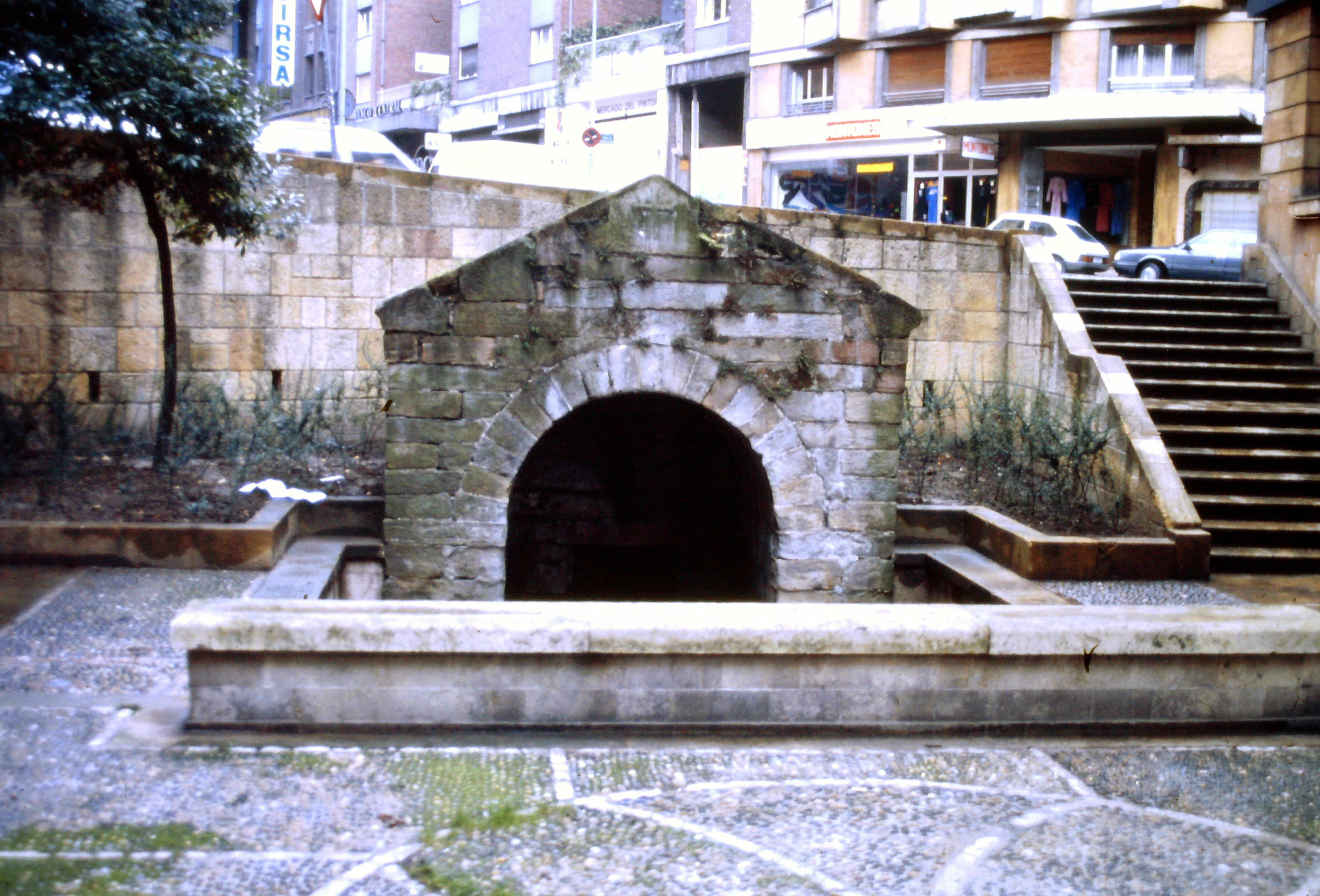
Fuente en 1989 antes de su intervención arqueológica